# 콘돌리자 라이스
콘돌리자 라이스(영어: Condoleezza Rice, 문화어: 콘덜리저 라이스, 1954년 11월 14일 ~ )는 미국의 제66대 국무장관(2005~2009)이며, 2005년 1월 26일에 미국 대통령 조지 W. 부시 정부에서 콜린 파월의 뒤를 이어 두 번째 국무장관을 지냈다. 매들린 올브라이트에 이어 두 번째의 여성 국무장관이자, 아프리카계 미국인 여성으로서는 처음이었다.
그녀는 러시아어, 프랑스어, 스페인어를 구사할 수 있다.

## 어린 시절
1954년 11월 14일 인종차별이 극심했던 미국 남부 앨라배마주 버밍햄에서 앤젤리나 라이스와 존 웨슬리 라이스 2세 사이에서 외동딸로 태어났다. 아버지는 웨스트민스터 장로교회의 목사이자 대학교수였고, 그녀의 어머니는 음악 교사였다. 그녀의 이름 "콘돌리자"(Condoleezza)는 음악과 관련된 이탈리아어 표현인 "Con dolcezza"(부드럽게 연주하라)에서 유래하였다.
8세 때, 그녀의 동창생 데니스 맥네어가 1963년 9월 15일에 백인 우월주의자들이 아프리카계 미국인들의 16번가 침례교회에서 일으킨 폭탄 테러로 숨진 일이 있었다.
1967년 아버지가 덴버 대학교의 행정직을 맡게됨에 따라 그녀의 가족은 콜로라도주 덴버로 이사했다. 라이스는 네살 때 첫 피아노 연주회를 했고, 17세 때 덴버 대학교에 진학해 우등으로 졸업했다.

## 초기 정치 경력

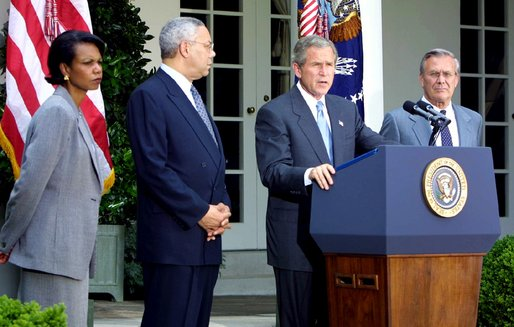
2002년 6월 부시 대통령의 중동에 관한 연설을 들으며 (좌로부터 라이스 당시 국가안보 보좌관, 콜린 파월 국무장관, 부시 대통령, 도널드 럼즈펠드 국방부장관

1974년 덴버 대학교 정치학과를 우등으로 졸업하였다. 1975년 노트레담 대학에서 석사 학위를 취득했으며, 1981년 덴버 대학 국제학대학원에서 박사 학위를 수여받았다. 그러고 나서 라이스는 스탠퍼드 대학교의 정치학 교수로 임용되어 근무했다.
러시아어에 능통한 라이스는 자신의 소비에트 연방에 관한 상식으로 잘 알려졌다. 1986년에 공동 수석 보좌관이 되었고, 1989년에 조지 H. W. 부시 대통령 행정부 시절에 국가안보 소련·동유럽 국장으로 임명되었다. 1991년 국장직을 떠나 스탠퍼드 대학교에 복직하여 강의를 하였고, 최연소이자 흑인 여성으로는 최초로 1993년부터 1999년까지 부총장을 역임하였다.
1999년과 2000년에 조지 W. 부시의 대통령 선거 운동에서 부시의 외교 정책 수석 상담인을 지냈고, 부시 대통령의 전임 임기(2001년 ~ 2005년) 동안의 국가안보 보좌관을 지냈다. 2005년 부시의 두 번째 임기가 시작되자, 국무장관에 취임하였다.

## 국무장관

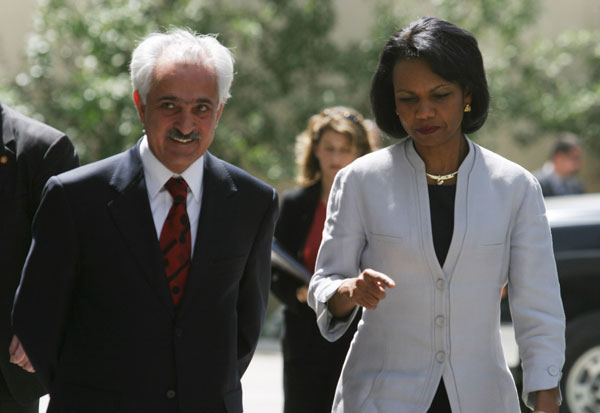
아프가니스탄의 외무장관 랑긴 다드파르 스판타와 함께

국무장관으로서 라이스는 민주적 정부들의 확장을 옹호하였다. 2001년에 일어난 911 테러를 "압박과 절망"에 뿌리를 두어 미국은 더 위대해지는 중동을 통하여 민주적 개혁을 추진하고 기초적 인권을 후원해야 한다고 진술하였다.
또한 라이스는 미국 외교를 넓게함은 물론, 국무부를 개혁하고 개조하였다. 라이스가 주창한 "변형 외교"는 그녀가 "세계 주의의 많은 상대국들과 일하고... 자신들의 국민들에게 필요함에 책임질 잘 통치된 국가들과 국제적 제도에서 자신들을 책임있게 지위하는 데 민주주의를 세우고 지탱한다"는 목표로 묘사되었다.
또한 국무장관으로서 라이스는 넓게 여행하여 부시 행정부를 대신하여 많은 외교적 성과들을 제안하였다. 그녀의 외교술은 강력한 대통령 후원에 의지되었고, 전 공화당 국무장관 헨리 키신저과 제임스 베이커에 의하여 규정된 형식의 지속으로 숙고되었다.
정권이 바뀌면서 2009년 국무장관 직을 떠난 후, 스탠퍼드 대학교의 사회학 연구를 위한 후버 연구소에서 전쟁, 혁명과 평화에 연장자 회원이 되었다. 지금도 미혼이다.

## 음악
라이스는 뛰어난 피아니스트이며, 어렸을때부터 대중들 앞에서 줄곧 연주를 해왔다. 15살 때 덴버 합창단과 함께 모짜르트를 연주하였고, 요즘은 워싱턴 D.C.에서 그의 음악단과 규칙적으로 연주를 한다. 전문적으로 연주를 하는 것은 아니지만, 영국의 엘리자베스 여왕을 위한 공연을 포함한 대사적 임무에서 외교적 행사로 연주를 해왔다.

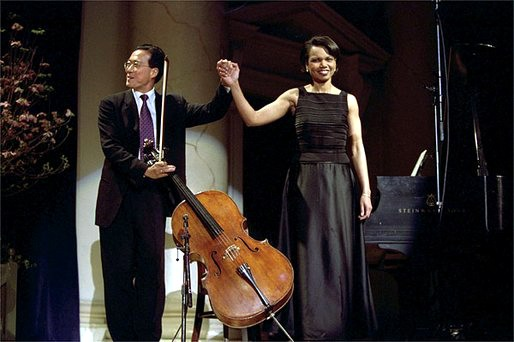
첼로연주가인 요요 마와 함께 대중앞에서 연주를 하고 있다

 가장 훌륭한 작곡가로 요하네스 브람스를 언급하였는데, 그 이유는 브람스의 음악은 "열정적이지만 감성적이지 않다"라고 생각하기 때문이다. 대조적으로, 제이 레노의 더 투나잇쇼에서는 가장 훌륭한 밴드는 레드 제플린이라 하였다.

## 수상
- 1984년 월터 J. 고어스 교육상(Walter J. Gores Award for Excellence in Teaching)
- 1993년 인문사회대학장상(School of Humanities and Sciences Dean's Award for Distinguished Teaching)

## 저서
- 1995년 필립 젤리코프와 공저한 『통일독일과 변화된 유럽(Germany Unified and Europe Transformed)』 (서평: 독일통일을 둘러싼 강대국들의 정치 포커게임(조선일보))
- 1986년 알렉산더 달린과 공저한 『고르바초프 시대(The Gorbachev Era)』
- 1984년 『불확실한 동맹: 소련과 체코슬로바키아군(Uncertain Allegiance: The Soviet Union and the Czechoslovak Army)』